# 正平 (北魏)
正平（せいへい）は、南北朝時代の北魏において、太武帝の治世に使用された元号。451年6月 - 452年2月。

## 西暦・干支との対照表
| 正平 | 元年  | 2年   |
| 西暦 | 451年 | 452年 |
| 干支 | 辛卯  | 壬辰  |